# 대한민국 상법 제326조
대한민국 상법 제326조는 회사불성립의 경우의 발기인의 책임에 대한 상법 회사법의 조문이다.

## 조문
제326조 (회사불성립의 경우의 발기인의 책임)
① 회사가 성립하지 못한 경우에는 발기인은 그 설립에 관한 행위에 대하여 연대하여 책임을 진다.
② 전항의 경우에 회사의 설립에 관하여 지급한 비용은 발기인이 부담한다.